# Reinier (football)
Pour les articles homonymes, voir Reinier.
Reinier Jesus Carvalho, communément appelé Reinier, né le 19 janvier 2002 à Brasilia (District fédéral) au Brésil, est un footballeur brésilien. Il évolue actuellement au poste de milieu offensif à l'Atlético Mineiro.

## Biographie

### Carrière

#### En club
Auteur d'une première saison remarquée avec le Flamengo, qui domine en 2019 le championnat brésilien, Reinier attire dès le début de la saison les plus grands clubs européens, comme le Paris Saint-Germain, le Real Madrid CF et surtout l'Atletico Madrid, alors que la fin du championnat brésilien approche,,. Reinier renouvelle finalement son contrat avec le club de Rio de Janeiro jusqu'en 2024.

##### Real Madrid CF
Le 20 janvier 2020 le Flamengo et le Real Madrid CF trouvent finalement un accord pour le transfert de Reinier. Le milieu de terrain brésilien signe pour six saisons, jusqu’en 2026 avec le Real Madrid CF, pour un montant estimé entre 30 et 40 millions d'euros, environ le montant de sa clause,.
À seulement 18 ans, Reinier vient s’ajouter à la longue liste des recrues sud-américaines de la Casa Blanca, son arrivée étant prévue pour février après le tournoi pré-olympique des moins de 23 ans du Brésil. À Madrid, Reinier doit rejoindre l'effectif de la Castilla avant de s’incorporer au fur et à mesure dans l’équipe première, comme l’avaient fait avant lui ses compatriotes Vinícius Júnior et Rodrygo, aussi arrivés très jeunes au Real Madrid CF ces dernières années.
Le 8 mai 2020, Reinier est inclus dans le top 50 des meilleurs jeunes au niveau mondial par le site spécialisé de Football Talent Scout, à la 7e place.

##### Borussia Dortmund
Le 19 août 2020, Reinier est prêté par le Real Madrid CF pour deux saisons au Borussia Dortmund,.

#### En sélection nationale
International des moins de 17 ans avec le Brésil, Reinier devient rapidement un cadre de l'équipe dont il porte le brassard de capitaine à 9 reprises. Il ne participe néanmoins pas à la Coupe du monde 2019 organisée par son pays — le rôle de plus en plus central qu'il acquiert en club conjoint aux échéances importantes de celui-ci (la finale de Copa Libertadores notamment) le poussant à décliner sa convocation avec les moins de 17 ans.

### Vie privée
Reinier est le fils de Mauro Brasília (pt), international brésilien de futsal, également passé par les jeunes du Flamengo.

## Statistiques

### En club
| Saison                | Club                     | Championnat           | Championnat | Championnat | Championnat | Coupe nationale | Coupe nationale | Coupe nationale | Coupe de la Ligue | Coupe de la Ligue | Coupe de la Ligue | Supercoupe | Supercoupe | Supercoupe | Compétition(s) continentale(s) | Compétition(s) continentale(s) | Compétition(s) continentale(s) | Compétition(s) continentale(s) | Ligue régionale | Ligue régionale | Ligue régionale | Total | Total | Total |
| Saison                | Club                     | Division              | M.          | B.          | P.d.        | M.              | B.              | P.d.            | M.                | B.                | P.d.              | M.         | B.         | P.d.       | Comp.                          | M.                             | B.                             | P.d.                           | M.              | B.              | P.d.            | M.    | B.    | P.d.  |
| 2019                  | CR Flamengo              | Série A               | 14          | 6           | 2           | -               | -               | -               | -                 | -                 | -                 | -          | -          | -          | CL                             | 1                              | 0                              | 0                              | -               | -               | -               | 15    | 6     | 2     |
| Sous-total            | Sous-total               | Sous-total            | 14          | 6           | 2           | -               | -               | -               | -                 | -                 | -                 | -          | -          | -          | -                              | 1                              | 0                              | 0                              | -               | -               | -               | 15    | 6     | 2     |
| 2019-2020             | Real Madrid Castilla     | Segunda B             | 3           | 2           | 1           | -               | -               | -               | -                 | -                 | -                 | -          | -          | -          | -                              | -                              | -                              | -                              | -               | -               | -               | 3     | 2     | 1     |
| Sous-total            | Sous-total               | Sous-total            | 3           | 2           | 1           | -               | -               | -               | -                 | -                 | -                 | -          | -          | -          | -                              | -                              | -                              | -                              | -               | -               | -               | 3     | 2     | 1     |
| 2020-2021             | Borussia Dortmund (prêt) | Bundesliga            | 14          | 1           | 1           | 2               | 0               | 0               | -                 | -                 | -                 | 1          | 0          | 0          | C1                             | 2                              | 0                              | 0                              | -               | -               | -               | 19    | 1     | 1     |
| 2021-2022             | Borussia Dortmund (prêt) | Bundesliga            | 12          | 0           | 0           | -               | -               | -               | -                 | -                 | -                 | 1          | 0          | 0          | C1+C3                          | 2+2                            | 0                              | 0                              | -               | -               | -               | 17    | 0     | 0     |
| Sous-total            | Sous-total               | Sous-total            | 26          | 1           | 1           | 2               | 0               | 0               | -                 | -                 | -                 | 2          | 0          | 0          | -                              | 6                              | 0                              | 0                              | -               | -               | -               | 36    | 1     | 1     |
| 2022-2023             | Girona FC (prêt)         | LaLiga                | 18          | 2           | 1           | -               | -               | -               | -                 | -                 | -                 | -          | -          | -          | -                              | -                              | -                              | -                              | -               | -               | -               | 18    | 2     | 1     |
| Sous-total            | Sous-total               | Sous-total            | 18          | 2           | 1           | 0               | 0               | 0               | 0                 | 0                 | 0                 | 0          | 0          | 0          | -                              | 0                              | 0                              | 0                              | 0               | 0               | 0               | 18    | 2     | 1     |
| 2023-2024             | Frosinone Calcio (prêt)  | Serie A               | 12          | 1           | 2           | 1               | 1               | 0               | -                 | -                 | -                 | -          | -          | -          | -                              | -                              | -                              | -                              | -               | -               | -               | 13    | 2     | 2     |
| Sous-total            | Sous-total               | Sous-total            | 12          | 1           | 2           | 1               | 1               | 0               | 0                 | 0                 | 0                 | 0          | 0          | 0          | -                              | 0                              | 0                              | 0                              | 0               | 0               | 0               | 13    | 2     | 2     |
| Total sur la carrière | Total sur la carrière    | Total sur la carrière | 73          | 12          | 7           | 3               | 1               | 0               | 0                 | 0                 | 0                 | 2          | 0          | 0          | -                              | 7                              | 0                              | 0                              | 0               | 0               | 0               | 85    | 13    | 7     |

## Palmarès
- Flamengo
  - Vainqueur de la Copa Libertadores en 2019
  - Vainqueur du championnat du Brésil en 2019
- Borussia Dortmund
  - Vainqueur de la Coupe d'Allemagne de football 2020-2021

### En sélection nationale

#### Brésil olympique
- Médaillé d'or aux Jeux olympiques en 2021